# 锡特斯
锡特斯是德国莱茵兰-普法尔茨州的一个市镇。总面积2.63平方公里，总人口112人，其中男性55人，女性57人（2011年12月31日），人口密度43人/平方公里。